# Ministero delle poste e dei telegrafi
Il Ministero delle poste e dei telegrafi era un dicastero del Governo italiano del Regno d'Italia, che si occupava dell'amministrazione del servizio postale e dei telegrafi.

## Storia
Il ministero venne istituito con il regio decreto 10 marzo 1889 n. 5973, emanato durante il governo Crispi II, per scorporo della materia postale e telegrafica dal Ministero dei lavori pubblici.
Nel 1924 il governo Mussolini, con le riforme De Stefani, accorpò il dicastero con il Commissariato per la Marina mercantile e quello straordinario per le Ferrovie, trasformandolo in Ministero delle comunicazioni. Al vertice del dicastero fu nominato Costanzo Ciano, padre di Galeazzo Ciano e futuro consuocero di Mussolini, e fondatore dell'EIAR (la futura Rai).
Nel 1944, col governo Bonomi III, il dicastero viene diviso in Ministero delle poste e delle telecomunicazioni, competente per poste, telegrafi e simili, e Ministero dei trasporti, competente per le vie di comunicazione ordinarie, quali strade e ferrovie.

## Organizzazione
Il ministero era organizzato in strutture centrali, ovvero gli uffici ministeriali facenti capo a 5 direzioni generali, e organi periferici, con 19 direzioni compartimentali di tipo regionale, 95 direzioni provinciali (con compiti direttivi, organizzativi e di controllo) e 18 circoli delle costruzioni.